# Chironomus commutatus
Chironomus commutatus är en tvåvingeart som beskrevs av Keyl 1960. Chironomus commutatus ingår i släktet Chironomus och familjen fjädermyggor. Det är osäkert om arten förekommer i Sverige. Inga underarter finns listade i Catalogue of Life.